# LZ 129 Hindenburg
L'LZ 129 Hindenburg és el dirigible o zepelí més conegut de la companyia Zeppelin anomenat així pel president o canceller alemany Paul von Hindenburg. Va cremar-se en un accident el 6 de maig de 1937 quan arribava a Nova Jersey després d'haver creuat tot l'Atlàntic. L'LZ 129 Hindenburg i el seu model germà LZ 130 Graf Zeppelin II foren els dos grans dirigibles construïts, i les aeronaus més grosses mai construïdes.

## Algunes característiques

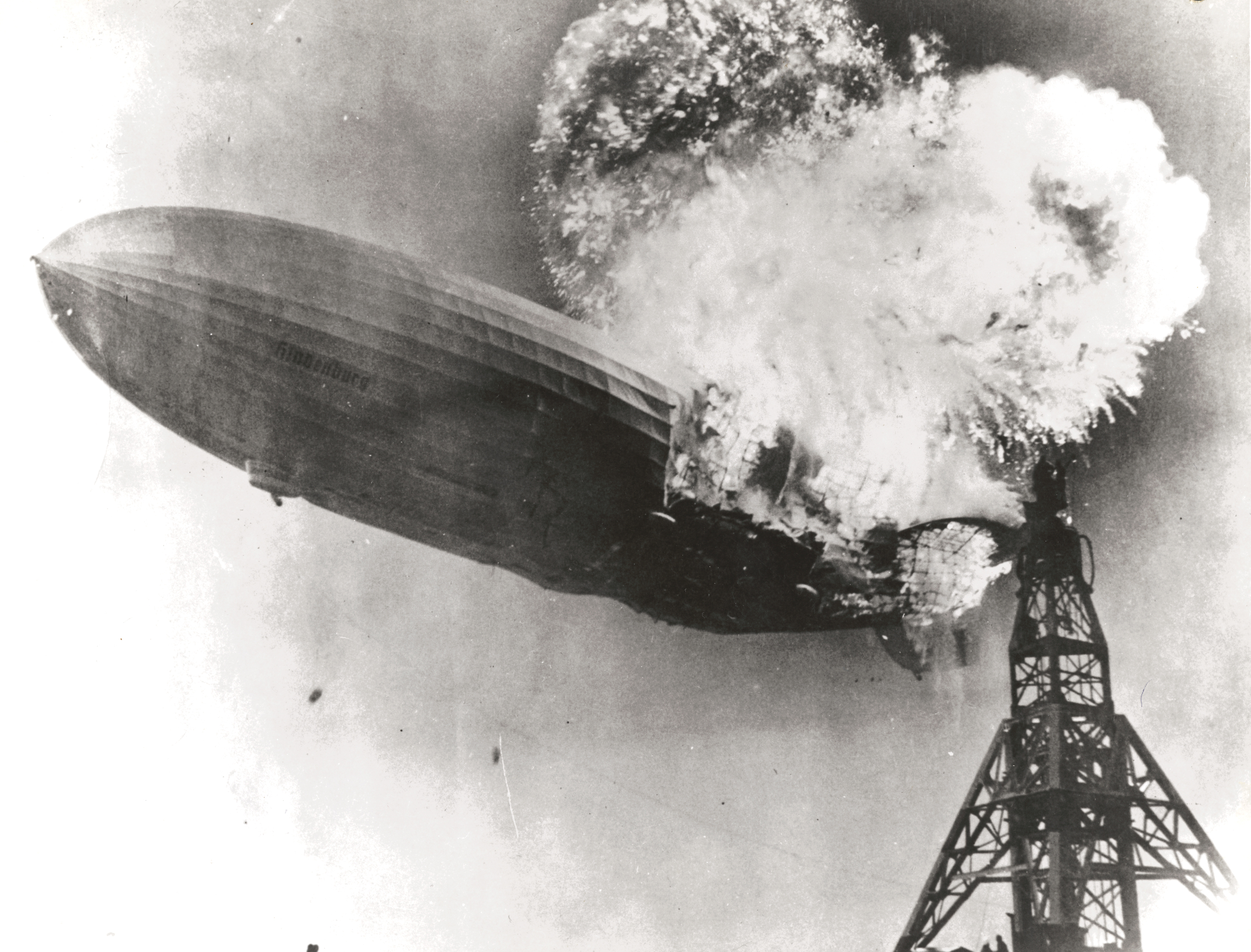
El Hindenburg, cremant-se al terrible accident.

El dirigible prenia un nou disseny, completament fet de duralumini: 245 m de llarg, 43,7 m de diàmetre, 16 bosses (14 d'hidrogen i 2 Ballonets d'aire) amb una capacitat de 200.000 m³ de gas, amb una empenta útil de 112,1 tones (1.099 MN), gràcies a quatre motors dièsel Daimler-Benz de 1.200 CV (890 kW). Amb una velocitat màxima aproximada de 135 km/h.